# Cuartel del Conde-Duque
El cuartel del Conde-Duque és un edifici d'estil barroc xorigueresc construït a la ciutat espanyola de Madrid per l'arquitecte madrileny Pedro de Ribera, a partir de 1717. Es troba al carrer del Conde Duque, no gaire lluny del palau de Llíria i el Museu ABC. El seu ús inicial militar va donar pas a la seva reconversió com a centre cultural i d'oci, on són programats concerts, exposicions i fires.

## Història

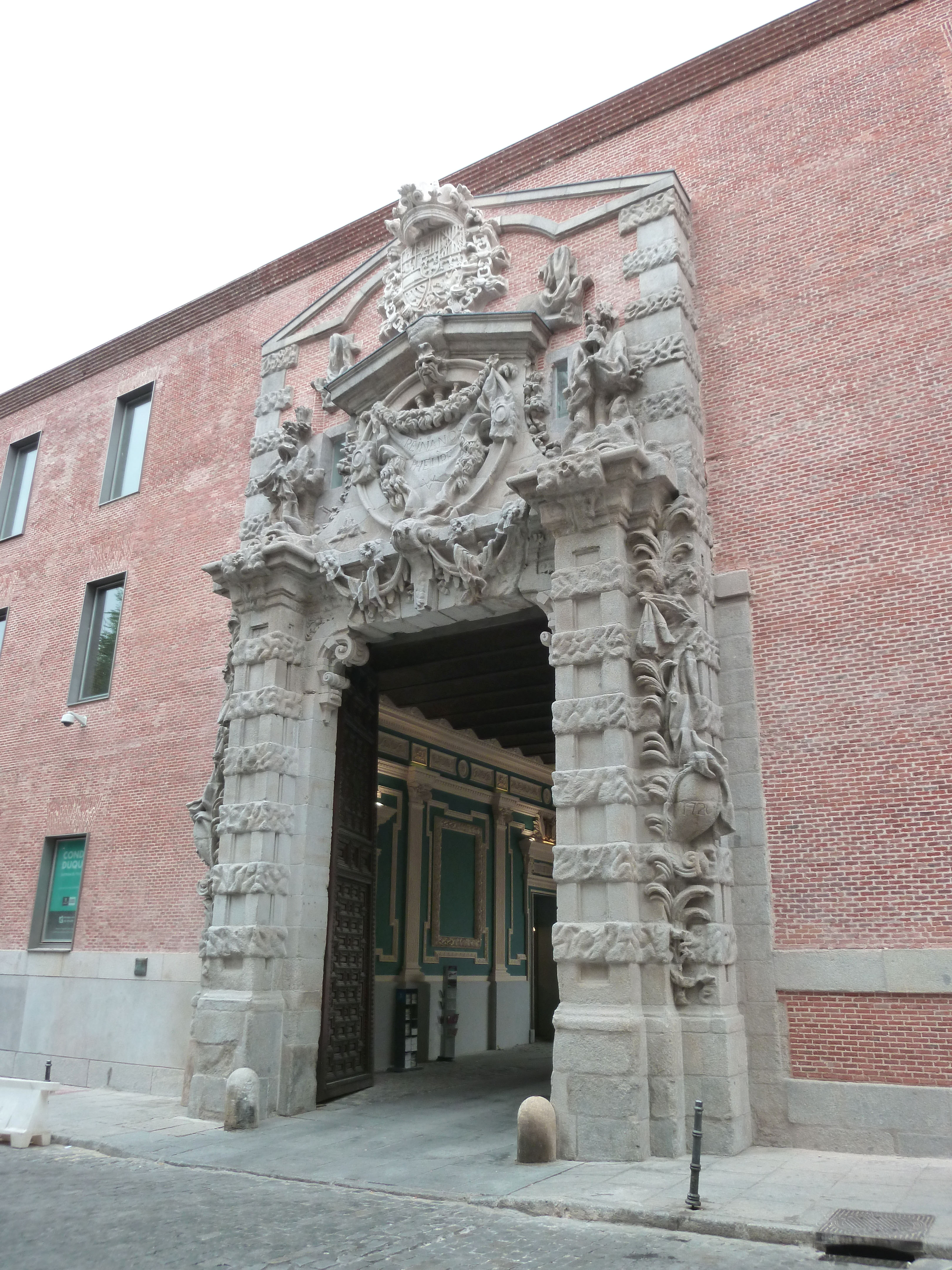
Portada xorigueresca

El 4 de novembre de 1717 el rei Felip V signa l'ordre dirigida al corregidor de Madrid, el marquès de Vadillo, per a «que es faci la fàbrica i obra que es necessita en la caserna dels seus Reials Guàrdies de corps que està al carrer de la Porta de Conde-Duque, al costat del convent de la nostra Senyora dels Afligits, per a l'allotjament de 600 guàrdies i 400 cavalls».
Les Companyies Reals de Guàrdies de corps van ser un cos militar d'elit creat l'any 1704 com a custòdia personal dels reis. Formades per «els millors soldats en valor, costums, noblesa, confiança, robustesa i presència», cridaven l'atenció per la riquesa i vistositat dels seus uniformes. Des del temps de la creació d'aquesta força d'elit, es va fer càrrec l'Ajuntament de les despeses d'allotjament i conservació de la seva caserna dels Afligits.
D'aquesta manera, en 1717 el corregidor de Madrid, Francisco Antonio de Salcedo y Aguirre, complint l'ordre real, va disposar la construcció de la nova caserna, encomanant-la-hi al llavors mestre major d'obres, Pedro de Ribera. Per a això, l'ajuntament madrileny va contribuir amb 2000 escuts de velló, obtinguts a partir de nous impostos. L'arquitecte madrileny projecta un gran edifici amb planta rectangular, en el qual aconsegueix harmonitzar funcionalitat i bellesa. Les cavallerisses se situaven en la veïna illa 543. Per a procurar perspectiva a la portada, Ribera va traçar una petita plaça davant d'ella

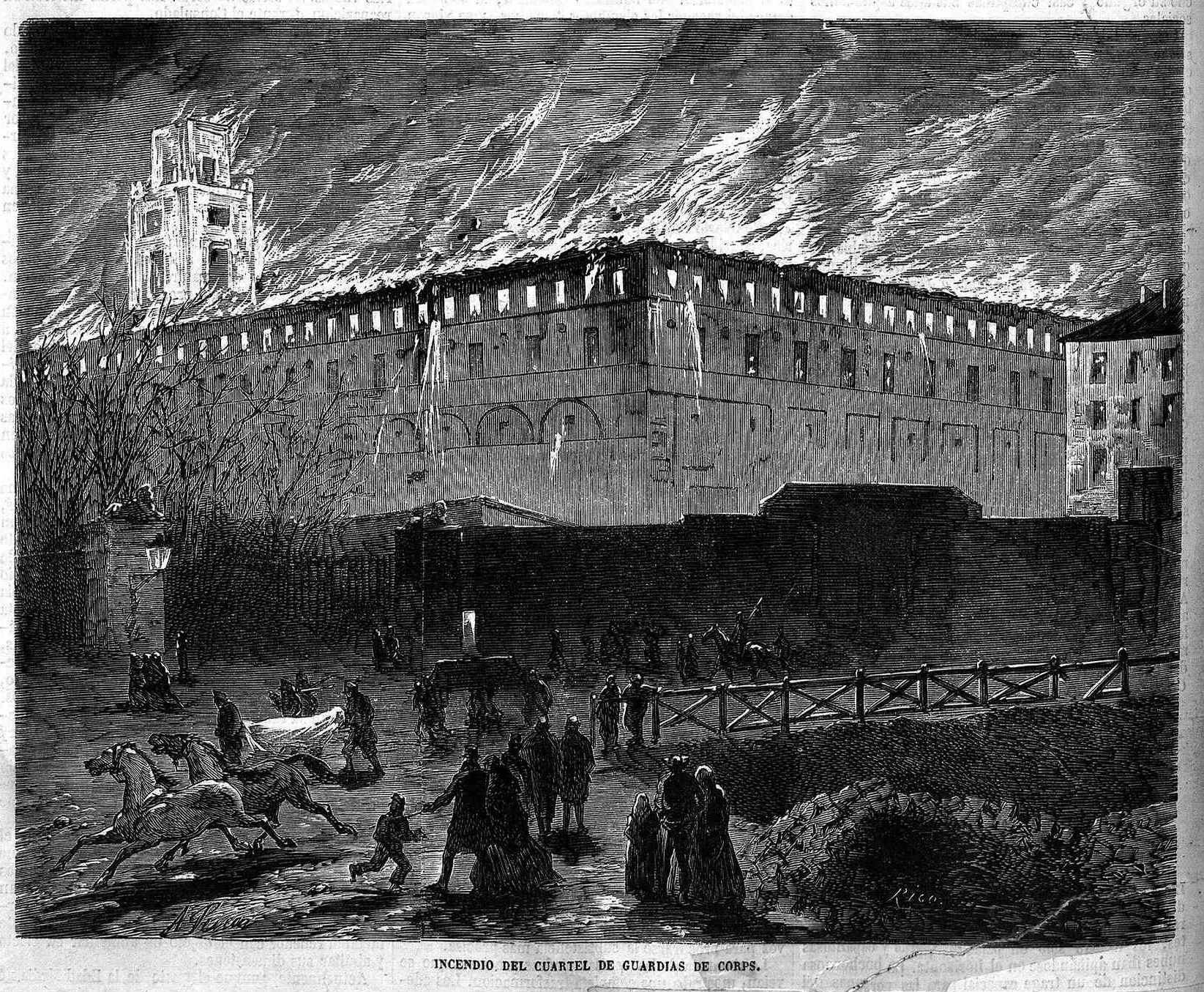
Incendi de la caserna de Guàrdies de Corps en 1869, en El Museo Universal

Es va edificar prenent terrenys de quatre petites illes pertanyents a Juan de Chaves, en una de les quals va construir la seva quinta Gaspar de Guzmán y Pimentel. L'edifici resultant va ser un casalot de 244.365 peus quadrats, amb el número 550, i per al qual Ribera va dissenyar una portada llampant, que resulta ser l'ornament més important de la construcció. Aquesta portada, situada en la façana est, va ser molt criticada pels classicistes del segle xviii. Les dues línies principals es corresponen a les façanes est i oest. A l'interior de la caserna existeixen tres grans patis, sent el central el més gran.
L'any 1869 un fort incendi va destruir els pisos superiors, i gairebé va fer desaparèixer la torre situada en la façana oest, que havia estat utilitzada com a presó per a nombrosos personatges polítics. Aquest fet va provocar la decadència de les instal·lacions. L'any 1969 l'edifici va deixar de tenir ús militar, i va començar a ser rehabilitat per l'arquitecte Julio Cano Lasso, per encàrrec de l'Ajuntament de Madrid. En 1975, va existir un pla per a derrocar-lo i construir un edifici d'òpera.
En 2006 l'Ajuntament va començar a executar un nou pla de rehabilitació a fons de l'immoble (interior, façana i fins i tot fonaments) encomanat a l'arquitecte Carlos de Riaño. Els nous espais culturals de què consta l'edifici es van inaugurar escalonadament al llarg de l'any 2011. L'edifici alberga a més, des dels anys 90, institucions com: l'Archivo de Villa, la Biblioteca Histórica Municipal, la Biblioteca Musical Víctor Espinós, l'Hemeroteca Municipal de Madrid, la Biblioteca Pública Conde Duque o el Museo de Arte Contemporáneo.

## El seu nom

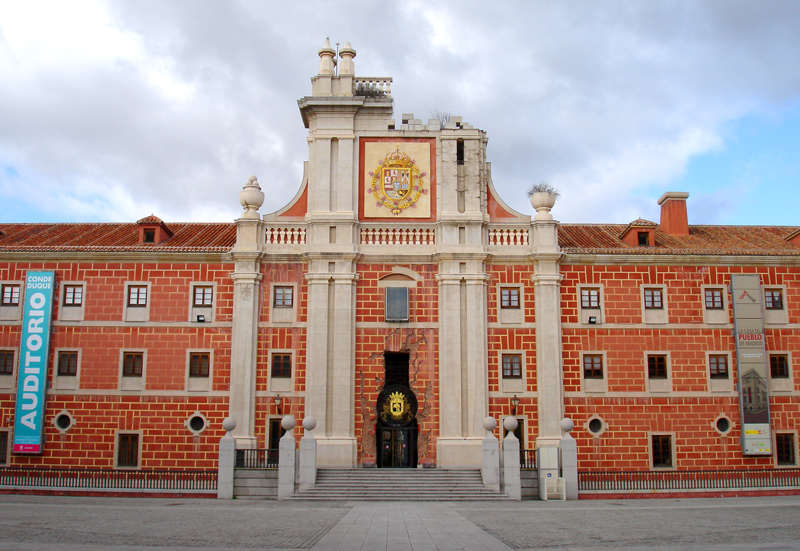
Pati interior

Respecte al seu nom han existit diferents versions de l'origen. Sobre la base d'uns escrits de Mesonero Romanos del segle xix es va estendre la idea que era degut al comte-duc d'Olivares, favorit del rei Felip IV. No obstant això, una altra hipòtesi indica que aquest nom ve per estar assentat sobre el solar de l'anterior palau del comte d'Aranda i duc de Peñaranda. Altres recerques, més recents, apunten al fet que el comte-duc en qüestió seria el III duc de Berwick i Liria, també comte de Lemos, que va impulsar la construcció del veí palau de Llíria, i la família del qual va conservar la propietat dels terrenys de la caserna fins a 1943.

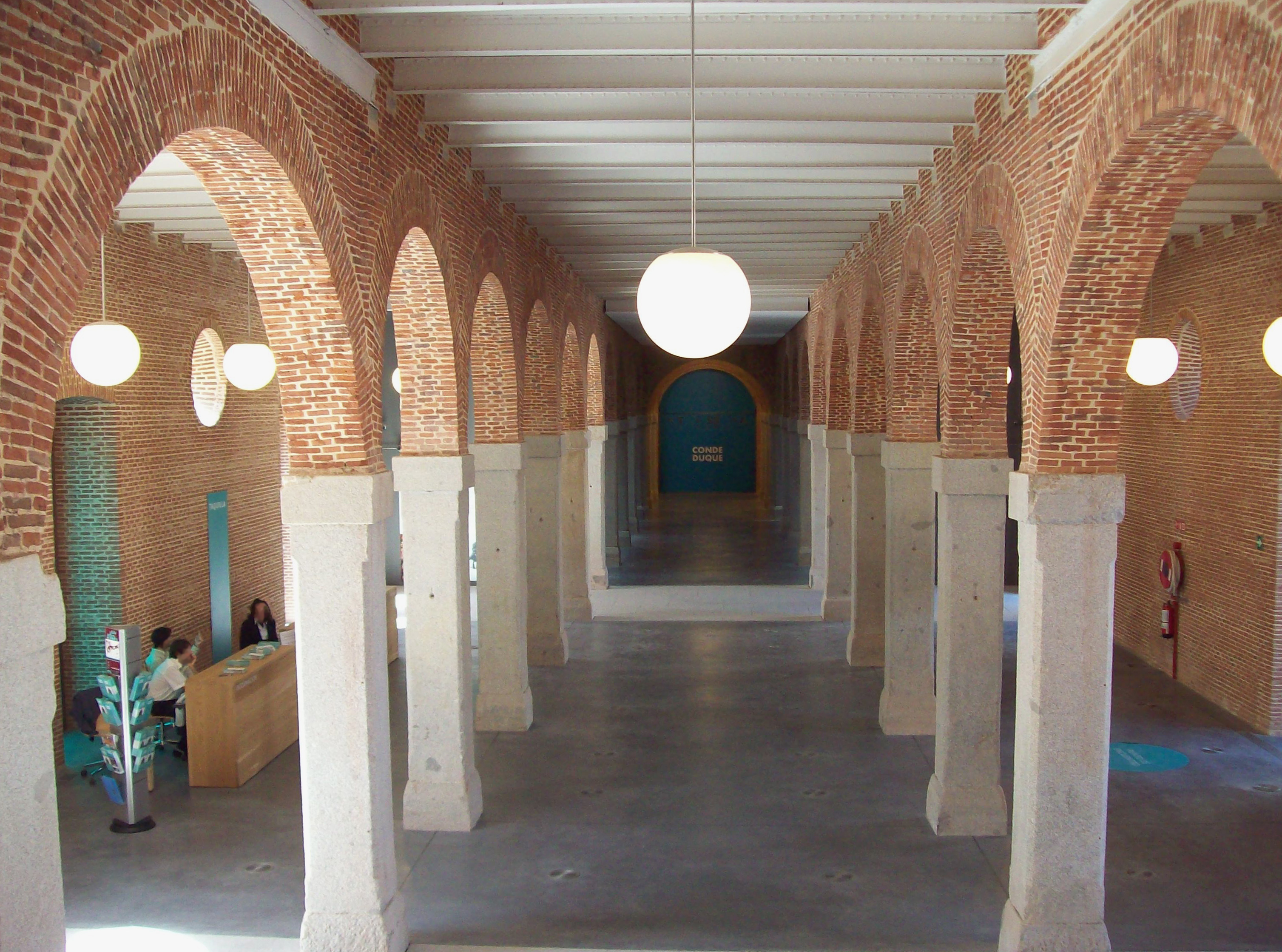
Interior de la planta baixa

## Telègraf òptic
La caserna de la Guàrdia de corps va formar part del sistema de comunicacions mitjançant telègraf òptic ideat a Espanya en el segle xix. La torre de telegrafia situada en aquesta caserna era la número 1 de la Línia de Castella que comunicava Madrid amb Irun. Aquesta torre comunicava amb la seu central de la Real Casa de Correus, segons s'esmenta en aquesta notícia:
| «                                                    | El telègraf que s'està construint a la casa de correus per la part que dona al carrer de la Paz, i que ha d'estar en comunicació amb el de la caserna de Guàrdies, es troba molt avançat. Dins de pocs dies es podrà muntar l'aparell, i seguidament estarà en disposició de poder operar. | » |
| — La Gaceta de Madrid, Jueves 28 de octubre de 1847. | |   |

## Referències

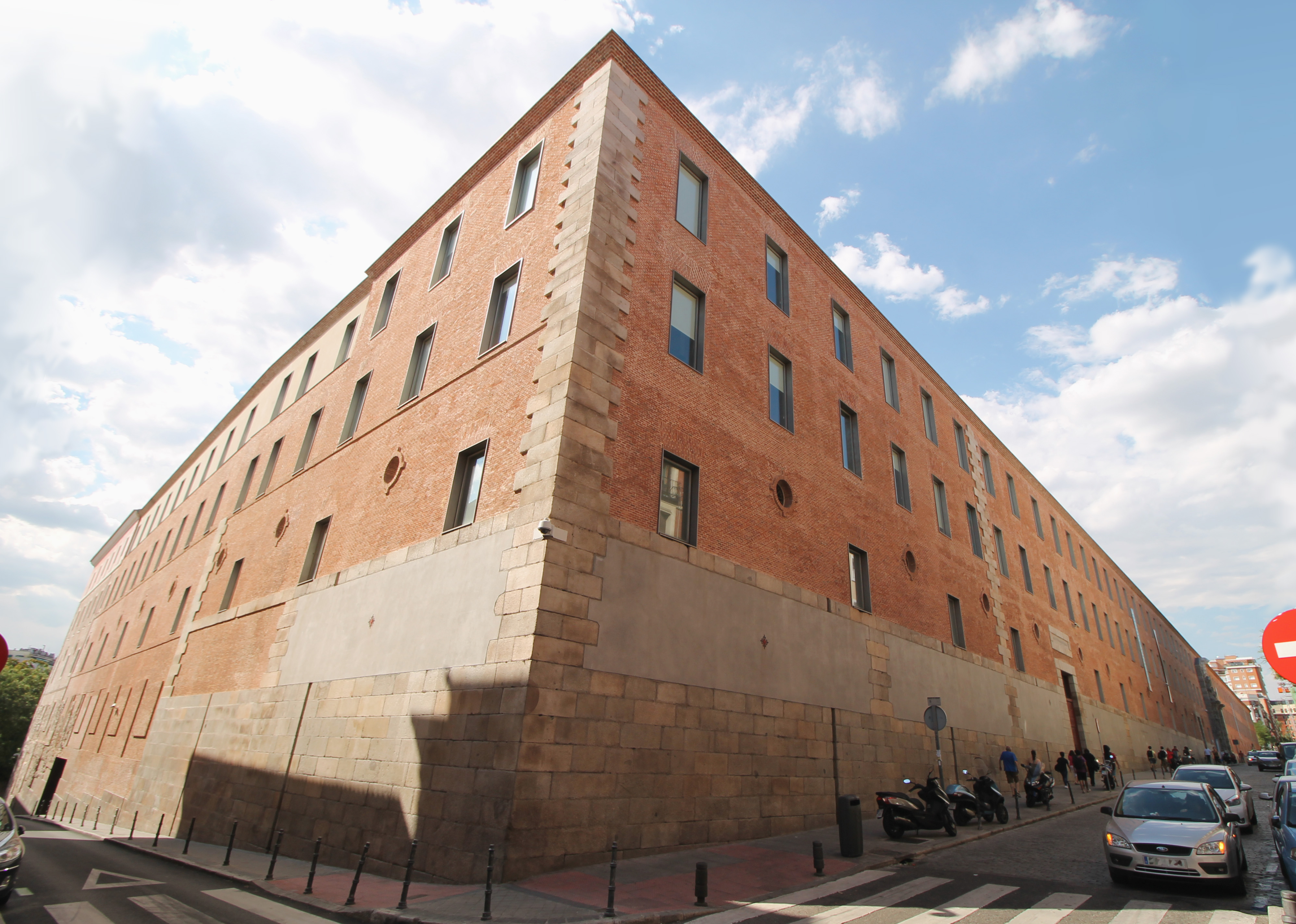
Cantonada sud de l'edifici: encreuament de la travessia del Conde Duque amb el carrer del Conde Duque